# حكومة عبد الحميد شرف
حكومة عبد الحميد شرف هي الحكومة السبعون من حكومات المملكة الأردنية الهاشمية. شكّل عبد الحميد شرف الحكومة في 19 ديسمبر عام 1979م، بتكليف من ملك الأردن الحسين بن طلال. وقد حلّت الحكومة في 3 يوليو 1980.

## وصلات خارجية
- موقع رئاسة الوزراء